# Rolf Kristian Larsen
Rolf Kristian Larsen (* 18. Mai 1983 in Stavanger) ist ein norwegischer Schauspieler.

## Leben
Rolf Kristian Larsen spielte im Jahr 2006 den Charakter des „Morten Tobias“ in dem norwegischen Film Cold Prey – Eiskalter Tod (Fritt Vilt). Außerdem spielte er in dem norwegischen Film Der Mann, der Yngve liebte (Mannen som elsket Yngve) mit, der im Februar 2008 veröffentlicht wurde. Der Film basiert auf dem gleichnamigen Roman des norwegischen Autors Tore Renberg. Seine erste Hauptrolle spielt Larsen im Film " Ich reise allein", der 2011 in die deutschen Kinos kam.

## Filmografie (Auswahl)
- 2006: Cold Prey – Eiskalter Tod (Fritt vilt)
- 2008: De Gales hus
- 2008: Der Mann, der Yngve liebte (Mannen som elsket Yngve)
- 2008: Cold Prey 2 Resurrection – Kälter als der Tod (Fritt vilt II)
- 2008: Max Manus
- 2011: Ich reise allein (Jeg reiser alene)
- 2015: Saboteure im Eis – Operation Schweres Wasser
- 2016: Nobel (Fernsehserie)
- 2018–2019: Heimebane (Fernsehserie, 11 Folgen)
- 2021: The North Sea (Nordsjøen)
- 2025: Solomamma